# Električna polarizacija
| Materijal        | εr                                       |
| Vakuum           | 1 (dielektrična permitivnost vakuuma ε0) |
| Zrak             | 1,0006                                   |
| Ugljični dioksid | 1,001                                    |
| Petrolej         | 2                                        |
| Benzen           | 2,3                                      |
| Papir            | ≈ 2                                      |
| Parafin          | ≈ 2                                      |
| Sumpor           | ≈ 4                                      |
| Staklo           | 5 - 7                                    |
| Etanol           | 26                                       |
| Nitrobenzol      | 36                                       |
| Voda             | 81                                       |

Električna polarizacija je usmjeravanje električnih dipola molekula ili induciranje električnoga dipola pod utjecajem električnoga polja. Učinak u dielektriku (izolatoru) odgovara razdvajanju površinskoga električnoga naboja pod utjecajem električnoga polja (polarizacija dielektrika).

## Električna i magnetska polarizacija
M. Faraday je pokusima našao, da sila između električnih tijela ovisi o sredstvu, koje se između njih nalazi. Uronimo li dvije električne kugle u petrolej, sila između njih postaje dvaput manja od sile, kad su u vakuumu. Sila između tijela okružena izolatorom umanjuje se za jedan faktor εr, koji ovisi o vrsti izolatora. Ovaj bezdimenzionalni faktor koji daje koliko su sile manje u dielektriku ili izolatoru, zove se relativna dielektrična permitivnost ili konstanta dielektričnosti.
Utjecajem sredstva može sila biti jako umanjena, kako se to na primjer vidi kod alkohola. Vrlo veliku dielektričnu permitivnost ima voda.
Relativna dielektrična permitivnost može se najzgodnije mjeriti tako da se između ploča električnog kondenzatora stavi izolator. Na ploče se ukopča stalni električni napon. Električno polje u kondenzatoru ima tada stalno istu vrijednost. Kad se između ploča nalazi neka tvar, kondenzator primi više električnog naboja nego kad je u vakuumu. Njegov se električni kapacitet povećava za faktor εr.
Uzrok tim novim pojavama je u tome što se izolator električno polarizira. Staklo uneseno u električno polje počinje samo djelovati električnim silama na druga tijela. U prividno električki neutralnom središtu javljaju se električni naboji, koji slabe sile između nabijenih ploča kondenzatora.
Kako da to razumijemo? Znamo da se u atomu nalazi i pozitivni i negativni elektricitet. Kao cjelina atom je neutralan, pa normalno ne djeluje prema van električnim silama. No dođe li atom u električno polje, na pozitivni naboj djeluje sila u smjeru polja, na negativni u obratnom smjeru. Težište pozitivnog naboja pomiče se na jednu stranu, težište negativnog na drugu. Takav električni sistem djeluje sada kao dva točkasta naboja koji se nalaze u određenom malom razmaku. Atomi su postali dipoli. Ti inducirani dipoli pridolaze prvobitnom električnom polju. 
Uzmimo električni kondenzator sa stalnim električnim nabojem. Plošni naboj kondenzatora jednak je ω. Dok nema izolatora, električno polje u vakuumu između ploča jednako je:
{\displaystyle E_{0}=4\cdot \pi \cdot \omega }
Stavimo li između ploča kondenzatora neki izolator, opažamo da električni napon između ploča ili električno polje u izolatoru slabi za faktor εr. Novo električno polje jednako je:
{\displaystyle E={\frac {E_{0}}{\epsilon _{r}}}}
Tu činjenicu možemo tumačiti tako, da u međuprostoru ne djeluje samo električni naboj kondenzatora, nego i plošni naboj izolatora. Budući da je plošni naboj izolatora suprotnog predznaka od pravog naboja na ploči, to je električno polje u kondenzatoru proporcionalno razlici plošnih gustoća kondenzatora i izolatora:
{\displaystyle E=4\cdot \pi \cdot (\omega -P)}
Odatle dobivamo da je električna polarizacija P jednaka:
{\displaystyle P=\omega -{\frac {E}{4\cdot \pi }}={\frac {E_{0}}{4\cdot \pi }}-{\frac {E}{4\cdot \pi }}}
Uvrstimo li ovdje: 
{\displaystyle E_{0}=\epsilon \cdot E}
dobivamo konačni izraz za polarizaciju:
{\displaystyle P={\frac {\epsilon _{r}-1}{4\cdot \pi }}\cdot E=\chi \cdot E}
gdje je: ζ - dielektrična susceptibilnost. Ona je nula za vakuum, vrlo mala za plinove, a veća za čvrsta tijela i tekućine. 
Najznačajniji je rezultat, da se pomoću dielektrične konstante ili susceptibilnosti može postaviti jednoznačan odnos između električnog polja i polarizacije. Polarizacija je direktno proporcionalna električnom polju. 

### Magnetska polarizacija
Bitna je razlika između električne i magnetske polarizacije, da magnetska susceptibilnost može biti i negativna. To znači, da smjer polarizacije može biti obratan od smjera magnetskog polja. Za tvari, koje se tako ponašaju kažemo da su dijamagnetične. Iskustvo pokazuje da je u tom slučaju dijamagnetična susceptibilnost vrlo malen broj. Ona iznosi za vodik - 0,5∙10-9, a za zlato - 3∙10-6. Osim toga opaža se da je dijamagnetična susceptibilnost nezavisna od temperature. To nas upućuje na misao da se dijamagnetizam osniva na induciranim magnetima. 
Što se tiče normalne paramagnetske susceptibilnosti, ona je također vrlo mala. Iznimku čine feromagnetične tvari. Kod njih je susceptibilnost oko milijun puta veća nego kod normalnih paramagnetskih tvari. Za željezo dostiže magnetska susceptibilnost vrijednost 1 000. Slično se ponašaju nikal, kobalt i neke legure. 
Magnetsku susceptibilnost određujemo kao konstantu proporcionalnosti između magnetskog polja i momenta jedinice volumena. No često se također uzima moment jednog grama tvari. U tom slučaju je konstanta proporcionalnosti za faktor ρ manja (ρ je gustoća tvari). Ovako određenu magnetsku susceptibilnost po 1 gram označit ćemo s ζg.
|    | ζ/10-6 | ζg/10-6 |
| O  | 0,15   | 104     |
| Na | 0,5    | 0,52    |
| Al | 1,7    | 0,6     |
| Cr | 26     | 3,5     |
| Mn | 80     | 9       |
| Nd | 250    | 36      |

|    | ζ/10-6    | ζg/10-6 |
| H  | - 0,000 2 | - 2,5   |
| Pb | - 0,12    | - 0,12  |
| Ag | - 1,5     | - 0,2   |
| Br | - 1,2     | - 0,4   |
| Hg | - 2,4     | - 0,18  |
| Bi | - 15      | - 1,24  |